# Nicola Armaroli

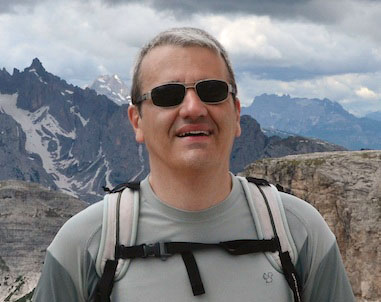
Nicola Armaroli (2014)

Nicola Armaroli (* 2. September 1966 in Bentivoglio) ist ein italienischer Chemiker, dessen Arbeitsgebiete die Photochemie und die Photophysik sind. Insbesondere beschäftigt er sich mit Materialien und Molekülen für die Nutzung der Solarenergie und in Leuchtkörpern.

## Leben
Armaroli studierte Chemie an der Universität Bologna und schloss dieses Studium im Jahr 1990 mit Erwerb der Laurea ab. 1994 promovierte er bei Vincenzo Balzani. Anschließend war er als Post-Doktorand am Center for Photochemical Sciences an der Bowling Green State University im US-Bundesstaat Ohio sowie beim italienischen Consiglio Nazionale delle Ricerche beschäftigt. Dort startete er 1997 ein eigenes Forschungsprojekt und wurde 2002 zunächst Senior Research Scientist und 2002 schließlich Research Director. 2001 wurde er mit dem Grammaticakis-Neumann Prize ausgezeichnet.
Mit Stand Juni 2017 hatte er mehr als 190 Veröffentlichungen in wissenschaftlichen Zeitschriften, 7 Bücher verfasst und einige Kapitel in Fachbüchern geschrieben. Sein h-Index betrug zu diesem Zeitpunkt 61, womit er zu den führenden italienischen Wissenschaftlern zählt.
Darüber hinaus ist er seit 2010 Vorsitzender des Arbeitskreises "Chemie und Energie" der European Association for Chemical and Molecular Sciences und in der Redaktion mehrerer chemischer Fachzeitschriften, unter anderem von Chemistry – A European Journal und Polyhedron. Seit 2014 ist er zudem Direktor der 1935 gegründeten SAPERE, der ältesten wissenschaftlichen Zeitschrift Italiens.

## Publikationen

### Monographien
- mit Vincenzo Balzani: Energia oggi e domani. Prospettive, sfide, speranze. Bononia University Press, 2004, ISBN 88-7395-093-0.
- mit Vincenzo Balzani: Energy for a Sustainable World – From the Oil Age to a Sun-Powered Future. Wiley-VCH 2011, ISBN 978-3-527-32540-5.
- mit Vincenzo Balzani und Nick Serpone: Powering Planet Earth – Energy Solutions for the Future. Wiley-VCH 2013, ISBN 978-3-527-33409-4.
- mit Vincenzo Balzani: Energia per l’Astronave Terra - L'era delle rinnovabili. 3. Auflage, Zanichelli 2017, ISBN 978-88-08-52087-6.
- mit Henk J. Bolink: Photoluminescent Materials and Electroluminescent Devices. Springer International Publishing, Cham 2017, ISBN 978-3-319-59302-9.
- Emergenza energia. Non abbiamo più tempo. Le Grandi Voci 2020, ISBN 978-8822016034.

### Bedeutende Beiträge in Fachzeitschriften
- Nicola Armaroli, Vincenzo Balzani: Solar Electricity and Solar Fuels: Status and Perspectives in the Context of the Energy Transition. In: Chemistry – A European Journal 22, Issue 1, (2016), 32–57, doi:10.1002/chem.201503580.
- Praveen et al.: Oligo(phenylenevinylene) hybrids and self-assemblies: versatile materials for excitation energy transfer. In: Chemical Society Reviews 43, Issue 12, (2014), 4222–4242, doi:10.1039/C3CS60406C.
- Costa et al.: Luminescent Ionic Transition-Metal Complexes for Light-Emitting Electrochemical Cells. In: Angewandte Chemie International Edition. 51, Nr. 33, 2012, S. 8178–8211, doi:10.1002/anie.201201471.
- Nicola Armaroli, Vincenzo Balzani: The Hydrogen Issue. In: ChemSusChem. 4, Nr. 1, 2011, S. 21–36, doi:10.1002/cssc.201000182.
- Nicola Armaroli, Vincenzo Balzani: Towards an electricity-powered world. In: Energy and Environmental Science. 4, 2011, S. 3193–3222, doi:10.1039/c1ee01249e.
- Nicola Armaroli, Vincenzo Balzani: The Future of Energy Supply: Challenges and Opportunities. In: Angewandte Chemie International Edition. 46, 2007, 52–66, doi:10.1002/anie.200602373.
- Nicola Armaroli: Photoactive mono- and polynuclear Cu(I)–phenanthrolines. A viable alternative to Ru(II)–polypyridines? In: Chemical Society Reviews. 30, 2001, S. 113–124, doi:10.1039/B000703J.
- Jean-François Eckert et al.: Fullerene–Oligophenylenevinylene Hybrids: Synthesis, Electronic Properties, and Incorporation in Photovoltaic Devices. In: Journal of the American Chemical Society. 122, Nr. 31, 2000, S. 7467–7479, doi:10.1021/ja9941072.
- Nicola Armaroli et al.: Charge‐Transfer Interactions in Face‐to‐Face Porphyrin‐Fullerene Systems: Solvent‐Dependent Luminescence in the Infrared Spectral Region. In: Chemistry – A European Journal. 6, Nr. 9, 2000, S. 1629–1645, doi:10.1002/(SICI)1521-3765(20000502)6:9<1629::AID-CHEM1629>3.0.CO;2-Z.
- Nicola Armaroli et al.: Rotaxanes Incorporating Two Different Coordinating Units in Their Thread: Synthesis and Electrochemically and Photochemically Induced Molecular Motions. In: Journal of the American Chemical Society. 121, Nr. 18, 1999, S. 4397–4408, doi:10.1021/ja984051w.